# Attaque de Madjoari
Insurrection djihadiste au Burkina Faso
Batailles
- Samorogouan
- Intangom
- Nassoumbou
- Ariel
- 1re Inata
- Loroni
- Gorom-Gorom
- Koutougou
- Arbinda
- Hallalé
- Markoye
- Dounkoun
- Boukouma
- 2e Inata
- Titao
- Opération Laabingol
- Namissiguima
- Madjoari
- Bourzanga
- Seytenga
- Gaskindé
- Tin-Ediar
- Tin-Akoff
- Aoréma
- Ougarou
- Namsiguia
- Noaka
- Koumbri
- Djibo
- Tawori
- Mansila
- Nassougou

Massacres
- Yirgou
- Solhan
- Karma
- Komsilga, Nodin et Soroe
- Bibgou et Soualimou
- Barsalogho

Attentats
- 1er Ouagadougou
- 2e Ouagadougou
- 3e Ouagadougou

L'attaque de Madjoari a lieu le 19 mai 2022 lors de l'insurrection djihadiste au Burkina Faso.

## Prélude
Située dans la province de Kompienga, au sud-est du Burkina Faso, la ville de Madjoari est sous blocus des djihadistes depuis plus d'un an. Le 14 mai 2022, ces derniers mènent notamment une attaque sur la ville et assassinent 17 personnes.

## Déroulement
Le 19 mai 2022, des djihadistes attaquent la base militaire à Madjoari. Dans son communiqué, l'armée burkinabè évoque une « une attaque complexe » avec des « tirs d'obus suivis de tirs directs sur la base ». Des avions de l'armée interviennent cependant et mettent en fuite les djihadistes. 

## Pertes
Selon le bilan de l'état-major burkinabè des armées, onze militaires sont tués et au moins vingt autres sont blessés lors de l'attaque. Au moins quinze djihadistes sont également « neutralisés » par l'aviation.

## Suites
Malgré l'échec de l'assaut, Madjoari reste sous blocus des djihadistes. Sa population ne compte plus que 900 personnes, contre 15 000 avant le début du blocus, un an plus tôt. 
Le 25 mai, les djihadistes massacrent une cinquantaine de civils qui cherchaient à fuir la ville,. D'après les témoignages recueillis par RFI, les femmes et les personnes âgées sont épargnées et toutes les victimes sont des hommes : « Les personnes âgées ont été libérées, les autres ont été interrogées. Selon le récit du rescapé, les hommes armés ont commencé à abattre ceux qui ne répondaient aux questions ». Une autre source locale estime que les djihadistes mènent ces tueries en représailles à leur échec du 19 mai : « Des habitants ont affirmé que les combattants des groupes armés terroristes avaient tenu des rencontres dans les villages et avaient menacé de venger leurs 70 camarades tués durant l’assaut contre le détachement militaire ». 
Après plus d'un an de blocus, Madjoari finit par être évacuée fin mai. Un élu local déclare alors : « Ils ont attaqué la base militaire, puis tout le monde a fui, Madjoari est tombée aux mains des terroristes ». 